# Los sin nombre (serie de televisión)
Los sin nombre es una serie de televisión por internet española de thriller psicológico creada por Pau Freixas y Pol Cortecans, escrita por Cortecans y dirigida por Freixas para Movistar Plus+. Está producida por Filmax y protagonizada por Miren Ibarguren, Rodrigo de la Serna y Milena Smit. Su estrenó en Movistar Plus+ el 26 de junio de 2025.

## Trama
Años después de haber perdido a su hija, Ángela (Valentina Gaya), de forma traumática, Claudia (Miren Ibarguren) por fin ha empezado a recuperarse del trauma. Sin embargo, cuando descubre la posibilidad de que Ángela podría seguir viva, Claudia une fuerzas con Salazar (Rodrigo de la Serna), el inspector que llevó el caso, y Laura (Milena Smit), una joven a la que Ángela salvó la vida, para volver a seguir la pista de la niña, desenterrando una verdad aterradora.

## Reparto

### Reparto principal
- Miren Ibarguren como Claudia Durán
- Rodrigo de la Serna como Javier Salazar
- Milena Smit como Laura Rey Ortiz (Episodio 1 - Episodio 5)
- Daniel Pérez Prada como Varela
- Pablo Derqui como Gus

con la colaboración especial de
- Susi Sánchez como Amanda (Episodio 1 - Episodio 3)
- Ana Torrent como Dra. Villéin (Episodio 3 - Episodio 5)
- José Manuel Poga como Kevin (Episodio 4 - Episodio 5)

### Reparto secundario
- Bastien Ughetto como Tomás Canseco Heredia (Episodio 1 - Episodio 4)
- Elvira Mínguez como Sofía (Episodio 1 - Episodio 3; Episodio 5)
- Eva Santolaria como Judith (Episodio 3 - Episodio 5)
- Francesc Garrido como Santini (Episodio 1 - Episodio 2; Episodio 4 - Episodio 6)
- Bea Segura como Susana (Episodio 1 - Episodio 2)

### Reparto invitado
- Valentina Gaya como Ángela Castro niña (Episodio 1 - Episodio 5)
- Alicia Bravo como Ángela Castro adolescente (Episodio 1; Episodio 3 - Episodio 6)
- Manel Llunell como José Linares Castro (Episodio 1; Episodio 3 - Episodio 4)
- Tomás del Estal como Arturo Olivares (Episodio 2)
- Adrian Grösser como Álava (Episodio 3 - Episodio 6)
- Pablo Capuz como Marcos (Episodio 3)
- Montserrat Alcoverro como Gloria Castro (Episodio 3)

- Estefanía de los Santos como Bárbara (Episodio 4)
- Carlota Olcina como Sara (Episodio 6)

## Capítulos
| N.º | Título       | Dirigido por | Escrito por | Fecha de lanzamiento original |
| --- | ------------ | ------------ | --- | ----------------------------- |
| 1   | «Episodio 1» | Pau Freixas  | Argumento: Pol Cortecans, Iván Mercadé, Pau Freixas, Jaume Balagueró, Eduardo Torrallas y Manuel Gancedo Guión: Pol Cortecans | 26 de junio de 2025           |
| 2   | «Episodio 2» | Pau Freixas  | Argumento: Pol Cortecans, Iván Mercadé, Pau Freixas, Jaume Balagueró, Eduardo Torrallas y Manuel Gancedo Guión: Pol Cortecans | 26 de junio de 2025           |
| 3   | «Episodio 3» | Pau Freixas  | Argumento: Pol Cortecans, Iván Mercadé, Pau Freixas, Jaume Balagueró, Eduardo Torrallas y Manuel Gancedo Guión: Pol Cortecans | 26 de junio de 2025           |
| 4   | «Episodio 4» | Pau Freixas  | Argumento: Pol Cortecans, Iván Mercadé, Pau Freixas, Jaume Balagueró, Eduardo Torrallas y Manuel Gancedo Guión: Pol Cortecans | 26 de junio de 2025           |
| 5   | «Episodio 5» | Pau Freixas  | Argumento: Pol Cortecans, Iván Mercadé, Pau Freixas, Jaume Balagueró, Eduardo Torrallas y Manuel Gancedo Guión: Pol Cortecans | 26 de junio de 2025           |
| 6   | «Episodio 6» | Pau Freixas  | Argumento: Pol Cortecans, Iván Mercadé, Pau Freixas, Jaume Balagueró, Eduardo Torrallas y Manuel Gancedo Guión: Pol Cortecans | 26 de junio de 2025           |

## Producción
El 30 de marzo de 2020, se anunció por primera vez que Pau Freixas y Jaume Balagueró estaban desarrollando para Filmax una adaptación a televisión de la novela Los sin nombre de Ramsey Campbell, 21 años después de la adaptación a cine dirigida por el segundo en 1999. Cuatro años después, en octubre de 2024, se anunció que la serie había comenzado su rodaje en Barcelona y había sido comprada por Movistar Plus+. Miren Ibarguren, Rodrigo de la Serna y Milena Smit fueron confirmados como los actores protagonistas, mientras que Freixas y Pol Cortecans fueron confirmados respectivamente como director y guionista de la serie. Además de Barcelona, otros numerosos municipios catalanes acogieron el rodaje de la serie, incluyendo Calders, Sardañola del Vallés, El Prat de Llobregat, Esparraguera, Hospitalet de Llobregat, Llissá de Munt, Seva, Tarrasa, San Adrián de Besós, San Cugat del Vallés, Sant Feliu de Llobregat, Santa Coloma de Cervelló, Vidrá y Poblenou del Delta.

## Lanzamiento y marketing
En octubre de 2024, coincidiendo con el inicio del rodaje de la serie, Movistar Plus+ lanzó el primer teaser de la serie. El 29 de abril de 2025, Movistar Plus+ anunció que la serie se estrenaría en su plataforma el 26 de junio de 2025. El 22 de mayo de 2025, el tráiler de la serie fue lanzado.